# Lotta greco-romana ai Giochi della XVII Olimpiade - Pesi leggeri
La competizione della categoria pesi leggeri (fino a 67 kg) di lotta greco-romana dei Giochi della XVII Olimpiade si è svolta dal 26 al 31 agosto 1960 alla Basilica di Massenzio a Roma.

## Formato
Ad ogni incontro venivano assegnate le seguenti penalità:
- 0 = Al vincitore per schienata
- 1 = Al vincitore ai punti
- 2 = In caso di pareggio
- 3 = Allo sconfitto ai punti
- 4 = Allo sconfitto per schienata

Con sei penalità o più il lottatore veniva eliminato.

## Risultati
| Legenda                                  | Legenda |
| ---------------------------------------- | ------- |
| Lottatore con 6 penalità o più Eliminato |         |

### 1º Turno
Si è disputato il 26 agosto
| Vincitore           | Pen. | Risultato | Sconfitto           | Pen. |
| ------------------- | ---- | --------- | ------------------- | ---- |
| Avtandil Koridze    | 1    | Ai punti  | Mario De Silva      | 3    |
| Kyösti Lehtonen     | 1    | Ai punti  | Ben Northrup        | 3    |
| Mitsuharu Kitamura  | 0    | Schienata | Mohamed Ben Mansour | 4    |
| Dimitar Stoyanov    | 1    | Ai punti  | Ibrahim Awariki     | 3    |
| Ernest Gondzik      | 1    | Ai punti  | Erik Thomsen        | 3    |
| Adil Güngör         | 1    | Ai punti  | Edmund Seger        | 3    |
| Bartl Brötzner      | 1    | Ai punti  | Leo Piek            | 3    |
| Roger Skauen        | 1    | Ai punti  | Nick Stamulus       | 3    |
| Branko Martinović   | 1    | Ai punti  | Dumitru Gheorghe    | 3    |
| Gustav Freij        | 1    | Ai punti  | Hernando Delgado    | 3    |
| Anastasios Mousidis | 1    | Ai punti  | Jacques Pourtau     | 3    |
| Karel Matoušek      | 0    | Esentato  |                     |      |

### 2º Turno
Si è disputato il 27 agosto
| Vincitore           | Pen. | Risultato | Sconfitto           | Pen. |
| ------------------- | ---- | --------- | ------------------- | ---- |
| Karel Matoušek      | 1    | Ai punti  | Mario De Silva      | 6    |
| Avtandil Koridze    | 2    | Ai punti  | Ben Northrup        | 6    |
| Kyösti Lehtonen     | 2    | Ai punti  | Mitsuharu Kitamura  | 3    |
| Ibrahim Awariki     | 4    | Ai punti  | Mohamed Ben Mansour | 7    |
| Ernest Gondzik      | 3    | = Pari =  | Dimitar Stoyanov    | 3    |
| Erik Thomsen        | 3    | Schienata | Edmund Seger        | 7    |
| Adil Güngör         | 3    | = Pari =  | Bartl Brötzner      | 3    |
| Leo Piek            | 4    | Ai punti  | Nick Stamulus       | 6    |
| Dumitru Gheorghe    | 3    | Schienata | Roger Skauen        | 5    |
| Branko Martinović   | 3    | = Pari =  | Gustav Freij        | 3    |
| Jacques Pourtau     | 4    | Ai punti  | Hernando Delgado    | 6    |
| Anastasios Mousidis | 1    | Esentato  |                     |      |

### 3º Turno
Si è disputato il 29 agosto
| Vincitore          | Pen. | Risultato | Sconfitto           | Pen. |
| ------------------ | ---- | --------- | ------------------- | ---- |
| Karel Matoušek     | 2    | Ai punti  | Anastasios Mousidis | 4    |
| Avtandil Koridze   | 4    | = Pari =  | Kyösti Lehtonen     | 4    |
| Mitsuharu Kitamura | 5    | = Pari =  | Ibrahim Awariki     | 6    |
| Dimitar Stoyanov   | 4    | Ai punti  | Erik Thomsen        | 6    |
| Adil Güngör        | 5    | = Pari =  | Ernest Gondzik      | 5    |
| Bartl Brötzner     | 5    | = Pari =  | Roger Skauen        | 7    |
| Branko Martinović  | 3    | Schienata | Leo Piek            | 8    |
| Gustav Freij       | 5    | = Pari =  | Dumitru Gheorghe    | 5    |
| Jacques Pourtau    | 4    | Esentato  |                     |      |

### 4º Turno
Si è disputato il 30 agosto
| Vincitore         | Pen. | Risultato | Sconfitto           | Pen. |
| ----------------- | ---- | --------- | ------------------- | ---- |
| Karel Matoušek    | 3    | Ai punti  | Jacques Pourtau     | 7    |
| Avtandil Koridze  | 4    | Schienata | Anastasios Mousidis | 8    |
| Dimitar Stoyanov  | 5    | Ai punti  | Kyösti Lehtonen     | 7    |
| Ernest Gondzik    | 7    | = Pari =  | Mitsuharu Kitamura  | 7    |
| Adil Güngör       | 7    | = Pari =  | Dumitru Gheorghe    | 7    |
| Branko Martinović | 4    | Ai punti  | Bartl Brötzner      | 8    |
| Gustav Freij      | 5    | Esentato  |                     |      |

### 5º Turno
Si è disputato il 30 agosto
| Vincitore         | Pen. | Risultato | Sconfitto        | Pen. |
| ----------------- | ---- | --------- | ---------------- | ---- |
| Gustav Freij      | 6    | Ai punti  | Karel Matoušek   | 6    |
| Avtandil Koridze  | 5    | Ai punti  | Dimitar Stoyanov | 8    |
| Branko Martinović | 4    | Esentato  |                  |      |

### Turno finale
Si è disputato il 30 agosto
| Vincitore        | Pen. | Risultato | Sconfitto         | Pen. |
| ---------------- | ---- | --------- | ----------------- | ---- |
| Avtandil Koridze |      | Ai punti  | Branko Martinović |      |

## Classifica finale
| Pos.    | Atleta              | Nazione          |
| ------- | ------------------- | ---------------- |
| Oro     | Avtandil Koridze    | Unione Sovietica |
| Argento | Branko Martinović   | Jugoslavia       |
| Bronzo  | Gustav Freij        | Svezia           |
| 4       | Karel Matoušek      | Cecoslovacchia   |
| 5       | Dumitru Gheorghe    | Romania          |
| 5       | Ernest Gondzik      | Polonia          |
| 5       | Adil Güngör         | Turchia          |
| 5       | Mitsuharu Kitamura  | Giappone         |
| 5       | Kyösti Lehtonen     | Finlandia        |
| 5       | Jacques Pourtau     | Francia          |
| 11      | Anastasios Mousidis | Grecia           |
| 12      | Bartl Brötzner      | Austria          |
| 13      | Erik Thomsen        | Danimarca        |
| 13      | Ibrahim Awariki     | Libano           |
| 15      | Roger Skauen        | Norvegia         |
| 16      | Leo Piek            | Paesi Bassi      |
| 17      | Hernando Delgado    | Spagna           |
| 17      | Mario De Silva      | Italia           |
| 17      | Ben Northrup        | Stati Uniti      |
| 17      | Nick Stamulus       | Australia        |
| 21      | Mohamed Ben Mansour | Marocco          |
| 21      | Edmund Seger        | Germania         |
| DQ      | Dimitar Stoyanov    | Bulgaria         |